# Kulintang
Kulintang es un término moderno para una antigua forma instrumental de música compuesta en una hilera de pequeños gongos colocados horizontalmente que funcionan melódicamente, acompañados por gongs y tambores más grandes y suspendidos. Como parte de la cultura de gong-carillón más grande del sudeste de Asia , los conjuntos de música kulintang han estado jugando durante muchos siglos en las regiones del archipiélago malayo del este -el sur de Filipinas , Indonesia oriental , Malasia oriental , Brunéi y Timor [6] Se centra en las tradiciones filipinas Kulintang de los pueblos Maranao y Maguindanao en particular. Kulintang evolucionó a partir de una simple tradición de señalización nativa, y se desarrolló en su forma actual con la incorporación de gongos nudosos de Sunda . Su importancia se debe a su asociación con las culturas indígenas que habitaban estas islas antes de las influencias del hinduismo, el budismo , el islam , el cristianismo o el oeste , convirtiendo a Kulintang en la tradición más desarrollada de los conjuntos arcaicos de gong-carillón del sudeste asiático.
Técnicamente, kulintang es el término Maguindanao , Ternate y Timor para el idiófono de las calderas metálicas de gong que se colocan horizontalmente sobre un estante para crear un conjunto de kulintang completo. [7] Se toca golpeando a los jefes de los gongs con dos batidores de madera. Debido a su uso a través de una amplia variedad de grupos y lenguas, el kulintang es también llamado kolintang por el Maranao y los de Sulawesi , kulintangan , gulintangan por los de Sabah y el archipiélago de Sulu y totobuang por los de Maluku central. [8]
Por el vigésimo siglo, el kulintang del término había venido también para denotar un conjunto entero de Maguindanao de cinco a seis instrumentos. [9] Tradicionalmente, el término Maguindanao para todo el conjunto es basalen o palabunibunyan , este último término significa "un conjunto de instrumentos fuertes" o "hacer música" o en este caso "hacer música usando un kulintang"